# Sibata Hanae
Sibata Hanae (柴田 華絵; Hepburn: Shibata Hanae) (Kitakjúsú, 1992. július 27. –) japán válogatott labdarúgó.

## Klub
2011 óta az Urawa Reds csapatának játékosa, ahol 148 bajnoki mérkőzésen lépett pályára és 11 gólt szerzett.

## Nemzeti válogatott
A japán U20-as válogatott tagjaként részt vett a 2012-es U20-as világbajnokságon.
2015-ben debütált a japán válogatottban. A japán válogatottban 1 mérkőzést játszott.

## Statisztika
| Japán válogatott | Japán válogatott | Japán válogatott |
| Időszak          | Mérk.            | gól              |
| ---------------- | ---------------- | ---------------- |
| 2015             | 1                | 0                |
| Összesen         | 1                | 0                |

## Sikerei, díjai
Japán válogatott
- U20-as világbajnokság:  Bronz; 2012

Klub
- Japán bajnokság: 2014

Egyéni
- Az év Japán csapatában: 2015